# 이세헌
이세헌(1998년 9월 4일 ~ )은 대한민국의 뮤지컬 배우다. 2023년 뮤지컬 '결투'로 데뷔했다.

## 방송
- 2022 DIMF 뮤지컬 스타 (2022) - 우수상(4위)
- 히든싱어 7 (2022) - 규현 편 준우승
- 팬텀싱어 4 (2023) - Top28(25위)

## 공연
- 결투 (2023)
- 협객외전 (2024)
- 트루스토리 (2024)
- 꼼메디아 디 피노키오 (2024)